# Żółty Lew
Żółty Lew – polski okręt wojenny – pinka (pinasa)

## Historia
Prawdopodobnie został zbudowany w Gdańsku w 1622 roku, jako pierwszy okręt wojenny zbudowany i ukończony w Polsce. Wyposażony był w 10-12 dział, a jego załogę stanowiło 40 marynarzy. W źródłach okręt ten występuje pod niemiecką nazwą (polskie brzmienie jest rekonstrukcją).
Był pierwszym i najmniejszym okrętem floty polskiej tworzonej przez króla Zygmunta III Wazę i biorącej udział w wojnie ze Szwecją; nazywany był też „starą pinką” w odróżnieniu od nowszych okrętów tej klasy. 
„Żółty Lew” wchodził w skład pierwszej eskadry okrętów polskich, która wzięła udział w zwycięskiej bitwie z eskadrą szwedzką pod Oliwą 28 listopada 1627. Jego kapitanem był Hans Kizero. Okręt nie odegrał w bitwie większej roli; uczestniczył w nieudanej próbie pogoni za wycofującymi się Szwedami.
2 grudnia 1627 roku „Żółty Lew” został wysłany w rejs rozpoznawczy w składzie eskadry czterech okrętów (ponadto „Latający Jeleń”, „Arka Noego” i „Panna Wodna”). Jako jedyny z nich odniósł powodzenie, zdobywając fluitę holenderską, z którą powrócił do portu 13 grudnia (zdobyty statek następnie wzmocnił polską flotę jako okręt „Feniks”). 15 kwietnia 1628 „Żółty Lew” wyruszył w kolejny rejs rozpoznawczy (z „Panną Wodną”, „Czarnym Krukiem” i „Feniksem”).
Podczas ataku wojsk szwedzkich wspieranych przez artylerię na polskie okręty stojące u ujścia Wisły koło twierdzy Latarnia (Wisłoujście) po północy 6 lipca 1628, „Żółty Lew” został trafiony zapalającą kulą w magazyn prochu i eksplodował, zginął przy tym również kapitan Hans Kizero.
W sierpniu 2017 roku dzięki dotacji MKiDN podjęto próbę odszukania pozostałości okrętu.

## Dane
- dwumasztowa pinka
- pojemność: 60 łasztów (ok. 120 ton)
- długość kadłuba między stewami – ok. 19,9 m (70 stóp amsterdamskich)
- szerokość kadłuba – ok. 5,4 m (19 stóp)
- załoga: 30 marynarzy i do 50 żołnierzy piechoty morskiej
- uzbrojenie: 10 dział niewielkich wagomiarów (do kilku funtów) w baterii burtowej oraz prawdopodobnie kilka miotaczy kamieni (perier) (liczba dział była zmienna w niewielkich granicach)